# Vashlovani nationalpark
Vashlovani nationalpark (georgiska: Vashlovanis Nakrdzali) är en nationalpark i Georgien. Den ligger i den östra delen av landet, 150 km öster om huvudstaden Tbilisi. Arean är 25,1 kvadratkilometer.
Klimatet i området är tempererat. Årsmedeltemperaturen i trakten är 16 °C. Den varmaste månaden är juli, då medeltemperaturen är 30 °C, och den kallaste är januari, med 2 °C. Genomsnittlig årsnederbörd är 720 millimeter. Den regnigaste månaden är maj, med i genomsnitt 88 mm nederbörd, och den torraste är augusti, med 23 mm nederbörd.